# Naharvales

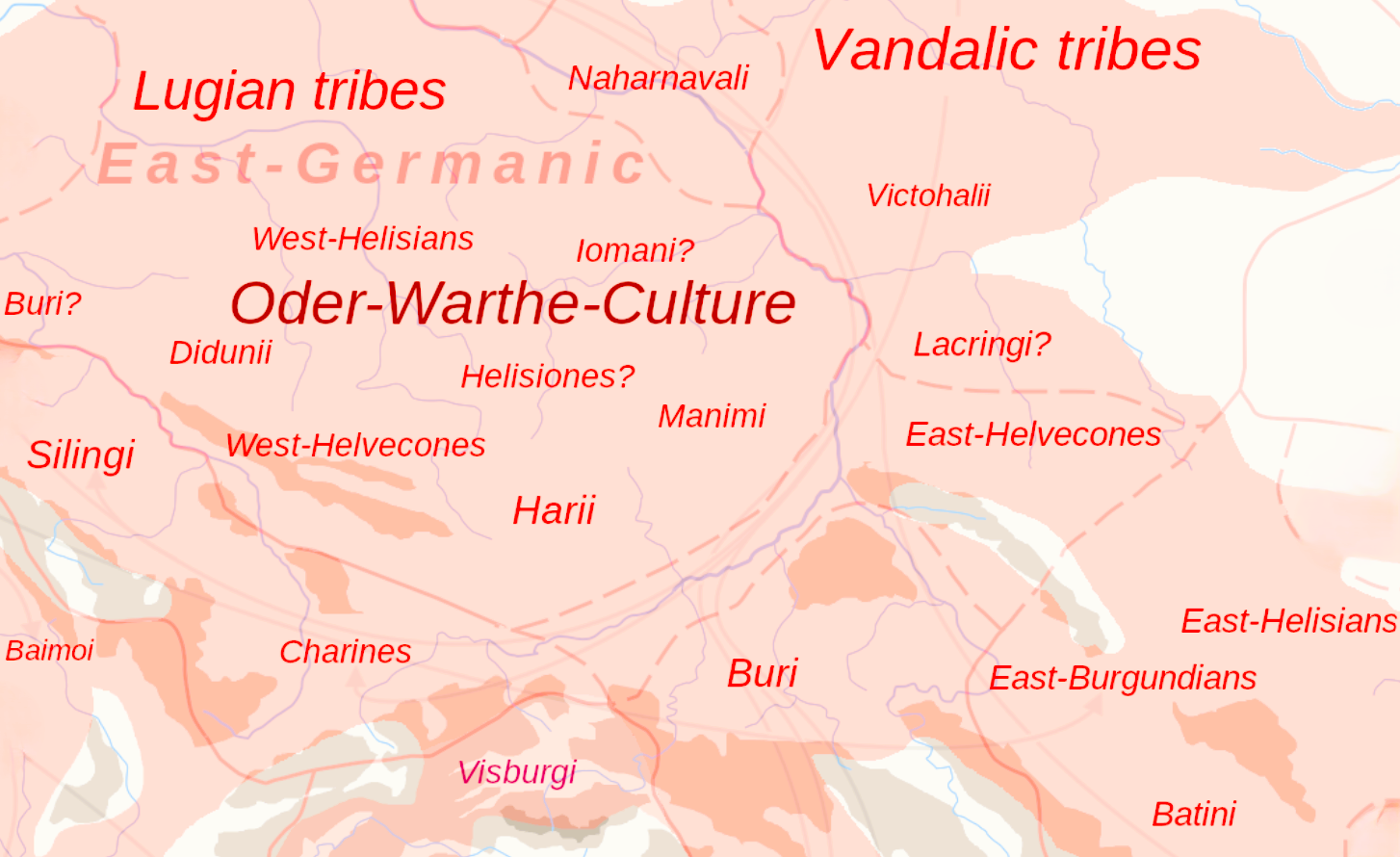
Situation des tribus germaniques à l'époque impériale romaine - en haut, les Naharvales

Les Naharvales ou Nahanarvales (en latin : Nah(an)arvali ; en allemand : Nah(an)arvaler) sont un peuple germanique mentionné à la fin du Ier siècle par l'historien romain Tacite, et l'une des tribus les plus puissantes des Lygiens.
« Car une longue chaîne partage et coupe en deux la Suévie. Au-delà de cette chaîne sont un grand nombre de nations, dont la plus considérable est celle des Lygiens, divisée elle-même en beaucoup de cités. Il suffira de nommer les plus puissantes, les Aries, les Helvécones, les Manimes, les Élysiens, les Naharvales. »
— Tacite, La Germanie, « Mœurs des Germains », XLIII.
Tacite fait allusion à la vénération portée aux jumeaux chez les Germains ; l'auteur décrit le bois sacré des Naharvales dont les dieux seraient deux frères que les indigènes nomment Alcis (de), et que l'historien romain identifie à Castor et Pollux. Un prêtre habillé en femme était chargé du culte des deux frères.
Karl Viktor Müllenhoff a pensé que les Naharvales, dont il n'est jamais plus question après la notice de Tacite, étaient devenus les Vandales ou du moins s'étaient fondus avec eux.

## Sources anciennes
- Tacite, La Germanie